# MP-68
El MP-68 (Matériel roulant sur Pneumatiques 1968) es el primer modelo de tren de rodadura neumática del Metro de la Ciudad de México. Fue diseñado y construido por Alstom en Francia. En total son 60 trenes (cada uno con nueve unidades), de los cuales 26 (234 unidades) corresponden a la rehabilitación realizada en 1993. Circulan por las líneas 5 y B del Metro de la Ciudad de México.
Es el cuarto modelo de tren de neumáticos fabricado en serie en Francia. Sus progresivas rehabilitaciones, realizadas entre 1995 y 1998, le han permitido estar en servicio por más de 50 años en el Metro de la Ciudad de México. Siendo un modelo fiable, su ingeniería ha servido de base para otros trenes de neumáticos, tanto para Alstom como para otras constructoras de trenes para México.

## Historia
Con el crecimiento de la Ciudad de México se tornó necesario proveer un sistema de transporte masivo. Luego de analizar alternativas se contrató a la empresa francesa Alsthom para construir estos trenes.
Se opta por usar un sistema de trenes sobre neumáticos, los cuales confieren un viaje suave con bajos niveles de ruido, eligiendo trenes MP 59 como base del modelo a operar en la Ciudad de México. El primer grupo de estos trenes fueron manufacturados en los talleres de Fontenay mientras que el segundo pedido fue manufacturado en las instalaciones de La Rochelle.
En un principio operaban con 6 vagones, pero debido a la creciente densidad poblacional de la Ciudad de México se temía que con estos trenes cortos el sistema pudiera saturarse en poco tiempo así que se añadieron 3 vagones más, teniendo el largo actual de 150 m.
Dos de estos trenes sufrieron un accidente en la estación Viaducto de la línea 2, el 20 de octubre de 1975. Después de tal accidente, se instala en todos los trenes un sistema de pilotaje automático el cual se ubica en el quinto vagón y a los nuevos trenes incorporados al sistema también se les habilitó este tipo de sistema.
En mucho tiempo han sido usados en varias líneas de la red actual del Metro, desde la Línea 1, algún tiempo operó en la línea 6 y la línea 9, así como en línea 7 después de la reasignación de material rodante de la línea 2 al expandirse a Cuatro Caminos, así como de también operan hoy en día en las líneas 5 y B. Aún a sus 52 años de servicio han demostrado que aun pueden con la carga de pasaje que este transporte recibe todos los días.
A pesar de todo, los trenes tienen una excelente reputación entre los operadores del metro mexicano debido a su manufactura de calidad reforzada con las rehabilitaciones, y aún mostrando una fiabilidad inigualable a 52 años de su puesta en funcionamiento.

### Rehabilitación
En 1994, los trenes de este modelo habían cumplido con un recorrido de más de 5 millones de km por lo que a principios de 1995 se decide  hacer una rehabilitación progresiva a todo el parque vehicular de la serie MP-68, el programa de renovación terminó en el año 2000.
Dicha renovación la realizó la empresa Bombardier-Concarril (hoy Bombardier Transportation México) para ampliar su vida útil al menos por 30 años más así que su rehabilitación mejoró algunos aspectos del modelo  MP-68, entre los cuales están:

#### Mejoras de 1996 a 1998 (primeros trenes renovados)

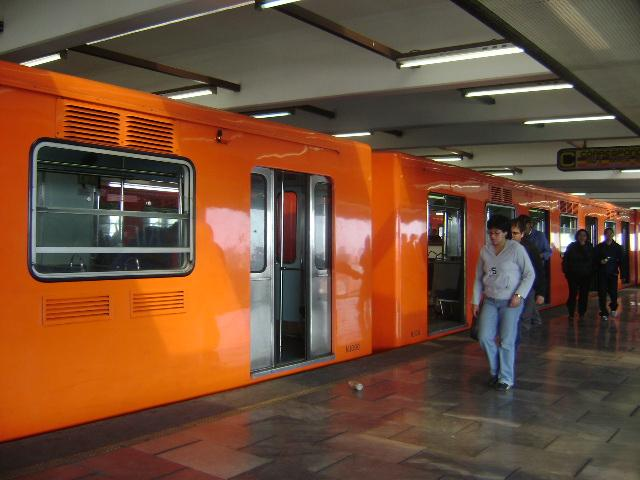
Tren MP-68 en la estación Pantitlán. Línea 9.

- Adición de una corneta de aire de 2 voces adicional al Advertidor sonoro
- Nuevo sonido de aviso de cierre de puertas (equiparándose a los trenes MP 89 Franceses)
- Instalación de un sistema de ventilación por medio de motoventiladores
- Nuevos paneles de bocinas proporcionados por Eltec
- Renovación del Sistema PA a sistema SACEM
- Piso antiderrape de color azul marino
- Instalación de componentes electrónicos de tecnología reciente y actual

#### Mejoras de 1998 a 2000 (renovación de todos los trenes)
- Adición de nuevos fanales blancos y rojos
- Adición de faros frontales de luz halógena
- Adición de radioteléfonos Nokia (solo en la Línea B)
- Adición de números digitales (con fuente Arial y micas fijas de dirección)
- Adición de avisos sobre estaciones y Música Ambiental
- Adición de controles inteligentes de velocidad por medio de radioseñal
- Piso Antiderrapante de linóleo con superficie granulada

### Presente
Los trenes rehabilitados se encuentran en servicio, la mayor parte de los MP-68 rehabilitados los proveyó Bombardier distribuidos en dos periodos denominados R93 y R96 y un pequeño número de trenes rehabilitados por CAF siguiendo el esquema de los trenes modelo NE-92.
En la actualidad los trenes MP-68 en sus variantes rehabilitadas se utilizan en toda la flota, dan servicio a las líneas 5 y B. Esta previsto realizar una renovación adicional de sus sistemas de tracción y frenado que se remontan a 1968 por unos más recientes similares a los que equipan los trenes NM-02. La empresa ganadora de la licitación para esa segunda renovación fue Alstom (2015).

## Características
- Ancho de vía Ruedas de seguridad: 1435 mm.
- Ancho de Vía de las llantas de tracción: 1993 mm.
- Voltaje: 750 VCC
- Sistema de Tracción: Chopper IGBT.(antes Sistema reostatico JH)
- Sistema de Pilotaje Automático: SACEM especial en línea B. Para línea 5 se utiliza sistema PA135.
- Sistema de Ventilación: Renovación de aire, rejillas de ventilación y motoventiladores en el techo.
- Sistema de aviso de Cierre de Puertas: Vibrador con tonos agudos y luces piloto de puertas (con la rehabilitación todos los modelos reciben un tono monofónico similar al de los modelos MP89 franceses y NS-93 del metro de Santiago).
- Sistema de anuncio de próxima estación: Voz automática grabada.
- Diseño de Puertas:
- Letreros LED: Carteles de color  blanco o naranja.
- Fabricante: Alstom. Rehabilitado por Bombardier Transportation México.
- Procedencia:  Francia
- Series Motrices: M-001 A M-120
- Interiores: asientos color azul marino y acabados interiores en azul claro.
- Monocoup: Campana eléctrica
- Pintura de la Carrocería: naranja
- Formaciones posibles: 6 vagones M-R-N-N-PR-M o 9 vagones M-R-N-N-PR-N-N-R-M

## Líneas asignadas
- Línea  (1969-1994 y CAF: 2000-2021)
- Línea  (1970-1998)
- Línea  (1970-1981 y R93: 2016-2017)
- Línea  (1981-1985)
- Línea  (1981-1993 y R93: 2008-actualmente)
- Línea  (1983-1996, R93: 2015-2017)
- Línea  (1984-1996, R96B: 1997-2005 y R93: 2007-2012)
- Línea  (1987-1993, R93: 1995-2008)
- Línea  (R96: Desde 1999, R93: Desde 2008)

## Material rodante
El material rodante está compuesto de la siguiente manera:
| Modelo            | Motrices | Composición | Línea | Línea de Procendencia               | Comentarios                                                                    |                                       |
| ----------------- | -------- | ----------- | ----- | ----------------------------------- | ------------------------------------------------------------------------------ | ------------------------------------- |
| MP-68R96B         | 001/002  |             |       |                                     |                                                                                | Recreación del tren presidencial      |
| MP-68R93          | 003/063  |             |       |                                     |                                                                                |                                       |
| MP-68/NM-73B R96B | 004/199  |             |       |                                     | El "rarito" de la Línea B por estar mezclado con un NM-73                      |                                       |
| MP-68R93          | 005/070  |             |       |                                     |                                                                                |                                       |
| MP-68R93          | 006/064  |             |       |                                     |                                                                                |                                       |
| MP-68R96          | 007/080  |             |       |                                     |                                                                                |                                       |
| MP-68R96          | 008/047  |             |       |                                     |                                                                                |                                       |
|                   | 009/051  |             |       |                                     |                                                                                | Tren CDMX                             |
|                   | 010/040  |             |       |                                     |                                                                                |                                       |
| MP-68R93          | 011/076  |             |       |                                     | Tren dado de Baja                                                              |                                       |
| MP-68R93          | 012/055  |             |       |                                     |                                                                                |                                       |
|                   | 013/068  |             |       |                                     |                                                                                |                                       |
|                   | 014/077  |             |       |                                     |                                                                                |                                       |
| MP-68R96          | 015/019  |             |       |                                     |                                                                                |                                       |
| MP-68R96          | 016/083  |             |       |                                     |                                                                                |                                       |
| MP-68R96          | 017/065  |             |       |                                     |                                                                                | Tren Recuperado Elvia Carrillo Puerto |
|                   | 018/061  |             |       |                                     |                                                                                |                                       |
| MP-68R96B         | 020/106  |             |       |                                     | Tren Recuperado "Tren Olímpico"                                                |                                       |
| MP-68R93          | 021/097  |             |       |                                     |                                                                                |                                       |
| MP-68R96B         | 023/045  |             |       |                                     |                                                                                |                                       |
| MP-68R96B         | 024/056  |             |       |                                     |                                                                                |                                       |
| MP-68R96B         | 025/114  |             |       |                                     | Tren dado de Baja                                                              |                                       |
| MP-68R93          | 026/031  |             |       |                                     |                                                                                |                                       |
| MP-68R93          | 027/066  |             |       |                                     | Tren Inundado en la estación Hangares de la línea 5 conocido como "El Ahogado" |                                       |
| MP-68R93          | 028/059  |             |       |                                     |                                                                                |                                       |
| MP-68R96C         | 029/089  |             |       |                                     | Tren recuperado Guillermo Tovar de Teresa                                      |                                       |
| MP-68 (original)  | 030/113  |             |       |                                     | Tren Accidentado en la estación Viaducto de la línea 2                         |                                       |
| MP-68R96B         | 034/100  |             |       | Tren Inaugural Línea B dado de baja |                                                                                |                                       |
| MP68R93           | 035/073  |             |       |                                     |                                                                                |                                       |
| MP-68R96          | 036/086  |             |       |                                     |                                                                                |                                       |
| MP-68R96          | 038/096  |             |       |                                     |                                                                                |                                       |
| MP-68R96C         | 042/058  |             |       |                                     |                                                                                |                                       |
| MP-68R93          | 043/074  |             |       |                                     |                                                                                | Tren recuperado Emmanuel Carballo     |
| MP-68R96          | 044/053  |             |       |                                     | Tren Verdaderamente Recuperado por Trabajadores de Ciudad Azteca               |                                       |
| MP-68R96          | 048/095  |             |       |                                     | Tren Recuperado por Trabajadores de Ciudad Azteca                              |                                       |
| MP-68R96          | 049/082  |             |       |                                     | Tren recuperado Juan Gelman Único MP-68 con el esquema de pintura mandarino    |                                       |
| MP-68R93/R96      | 032/052  |             |       |                                     | Apodado como Rarito o Mezclado                                                 |                                       |
| MP68R96           | 054/111  |             |       |                                     |                                                                                | Tren Recuperado Efraín Huerta         |
| MP68R96           | 057/098  |             |       |                                     |                                                                                |                                       |
| MP-68R96C         | 062/088  |             |       |                                     | Tren Accidentado en la estación Tacubaya de la línea 1                         |                                       |
| MP-68R93          | 067/109  |             |       |                                     |                                                                                | Tren Recuperado Bellas Artes          |
| MP-68R93          | 075/085  |             |       |                                     | Tren Accidentado en la estación Oceanía de la línea 5                          |                                       |
| MP-68R96          | 079/117  |             |       |                                     |                                                                                |                                       |
| Mp-68R93          | 084/102  |             |       |                                     |                                                                                |                                       |
| MP-68R93          | 093/101  |             |       |                                     | Tren recuperado por trabajadores de los Talleres de Zaragoza                   |                                       |
| MP-68R96          | 094/112  |             |       |                                     |                                                                                |                                       |
| MP-68R93          | 108/120  |             |       |                                     |                                                                                |                                       |
| MP-68R96          | 110/115  |             |       |                                     |                                                                                | Tren recuperado Pedro Infante         |